# Gondwanské deštné pralesy Austrálie
Gondwanské deštné pralesy Austrálie je společné označení pro skupinu chráněných oblastí v australských státech Nový Jižní Wales a Queensland, které byly pod tímto názvem v roce 1987 zapsány na seznam Světového dědictví UNESCO. Souhrnná plocha je 3700 km². Pod ochranou UNESCA je přibližně 50 různých chráněných území v 8 skupinách rozprostírajících se mezi městy Newcastle and Brisbane. Přestože deštné pralesy pokrývají přibližně 0,3% australského kontinentu, jsou domovem přibližně 50% rostlinných rodů a 30% savců a ptáků tohoto kontinentu.
Deštné lesy v minulosti pokrývaly většinu superkontinentu Gondwana a představují tak jeden z nejstarších typů rostlinných biotopů v Austrálii. Deštné pralesy na východě Austrálie jsou obrazně živoucí spojnicí s historickým vývojem vegetace na Zemi. Jen na málo místech na Zemi se vyskytuje tolik rostlin a živočichů, které se relativně neliší od svých předchůdců (dnes ve formě zkamenělin). Rostou zde kapradiny, jehličnany a další rody primitivních formy rostlin, které jsou spojovány se vznikem a rozšiřováním kvetoucích rostlin v období před více než 100 miliony let. Ze zástupců flóry lze jmenovat např. pabuky, blahočety, blahovičníky.

## Významná světová hodnota podle UNESCO
Gondwanské deštné pralesy Austrálie jsou vícedílnou oblastí zahrnující hlavně pozůstatky deštného pralesa v jihovýchodním Queenslandu a severovýchodním Novým Jižním Walesu. Představují jedinečný příklad hlavních etap evoluční historie Země, probíhajících geologických a biologických procesů a výjimečné biologické rozmanitosti. Široká škála rostlinných a živočišných druhů a společenství s prastarým původem v Gondwane, z nichž mnohé se vyskytují převážně nebo pouze v deštných pralesích Gondwany. Poskytují také hlavní lokalitu pro mnoho ohrožených druhů rostlin a živočichů.

## Fotogalerie

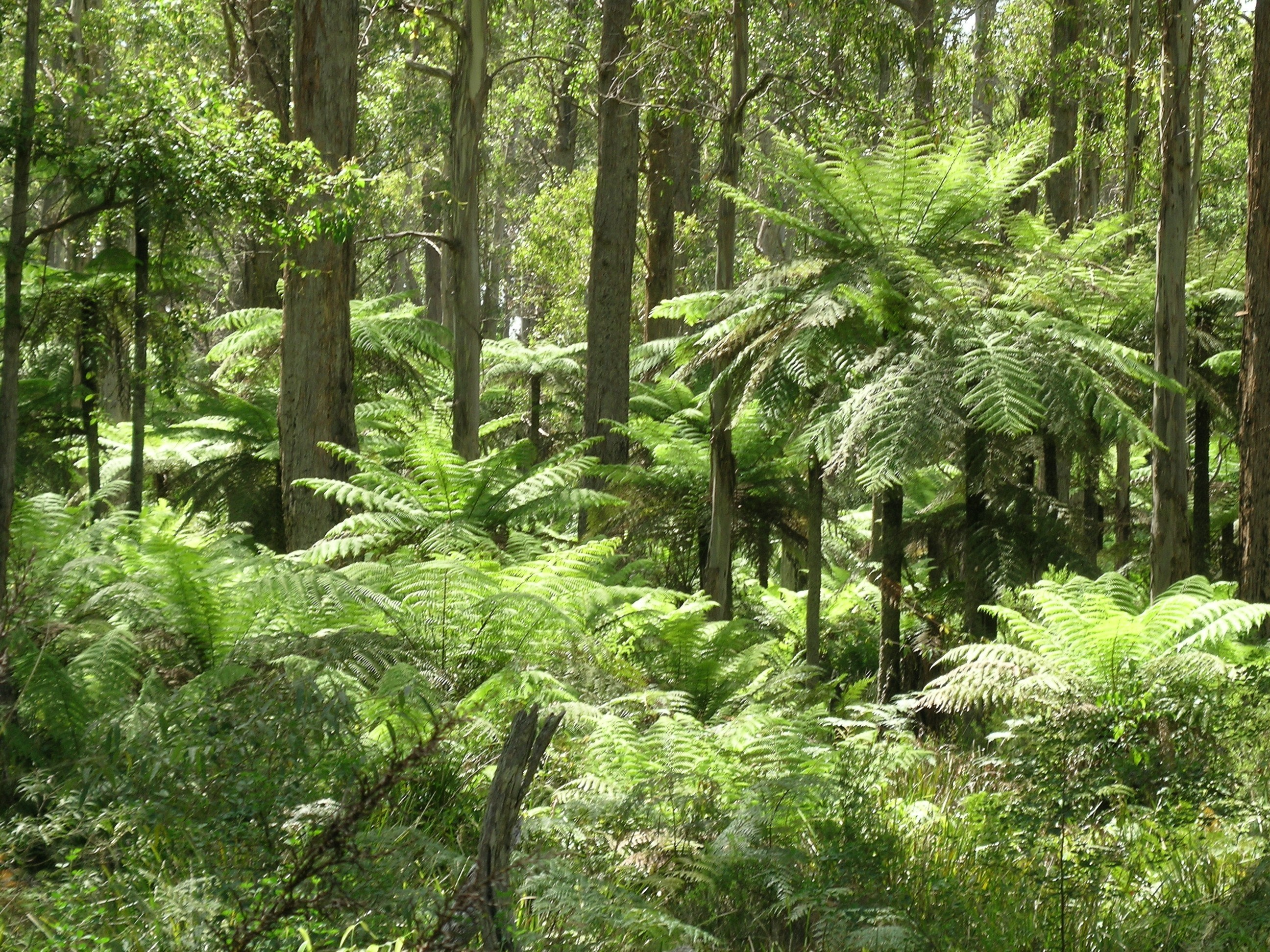
Werrikimbe
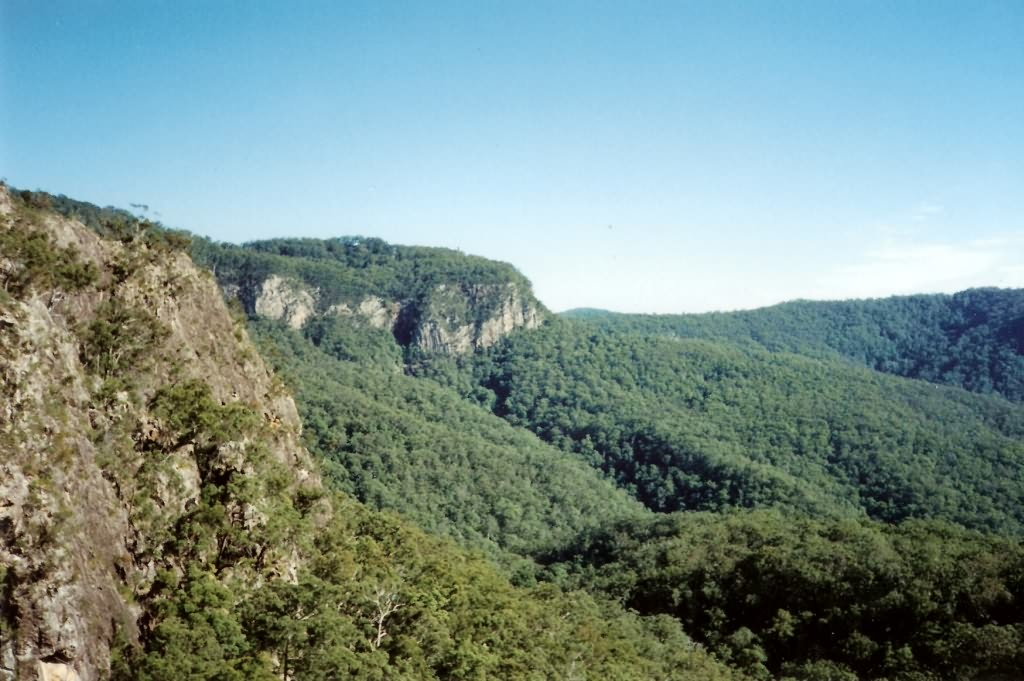
Lamington
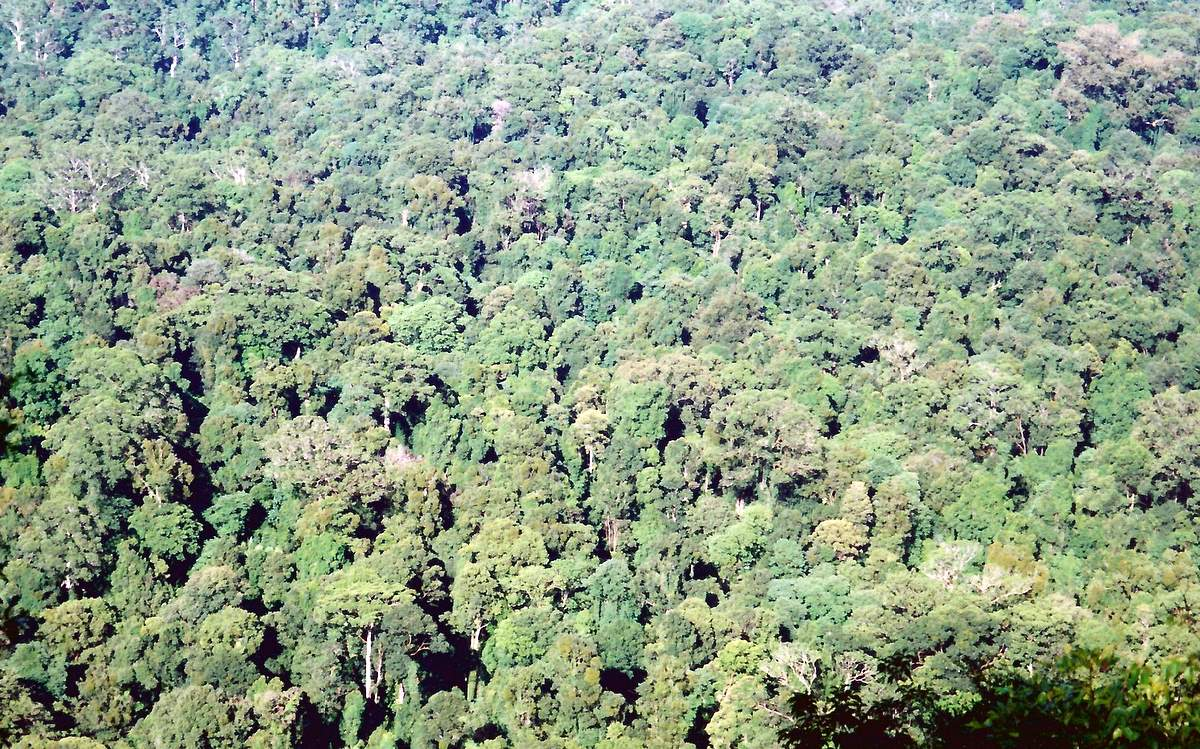
Toonumbar
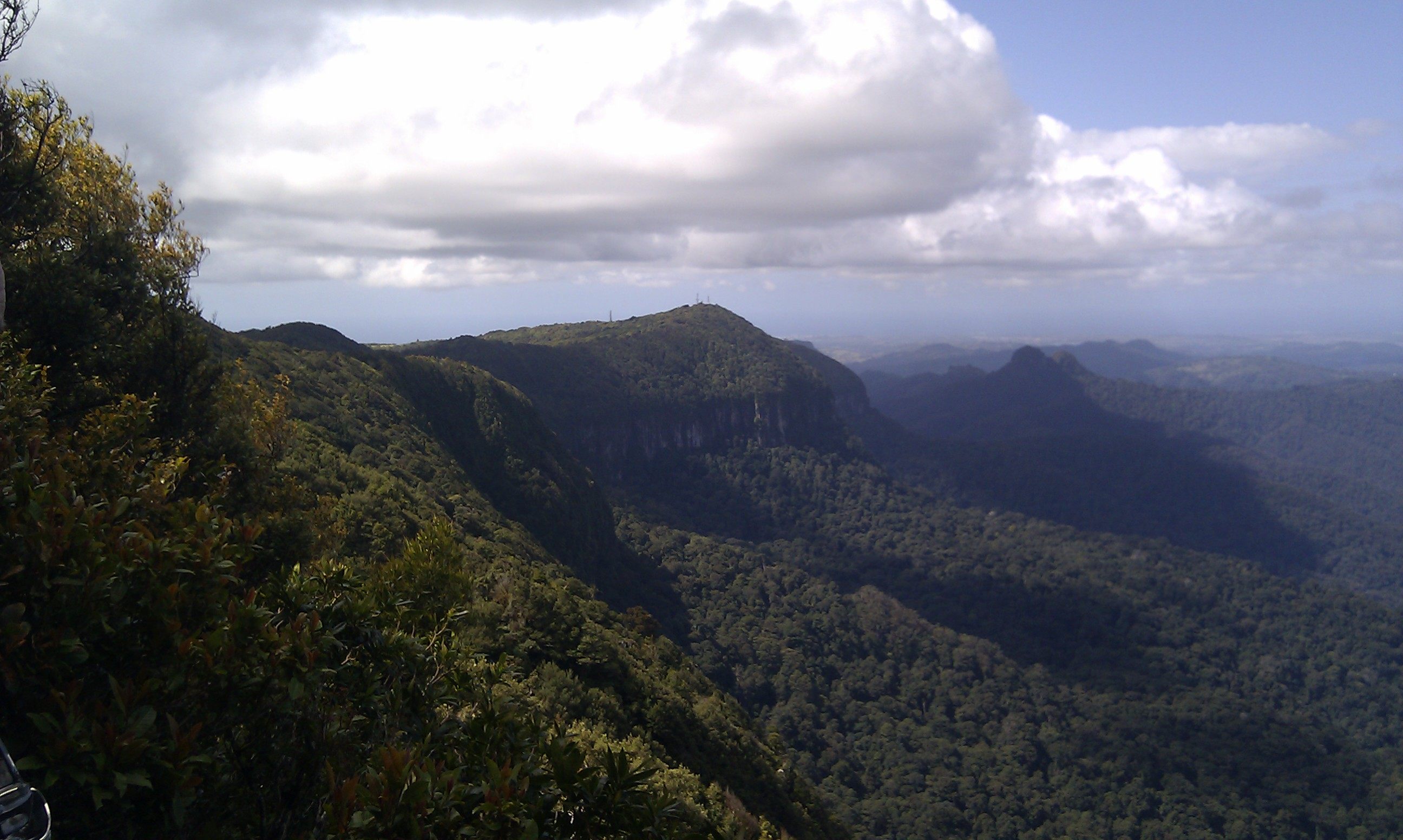
Springbrook
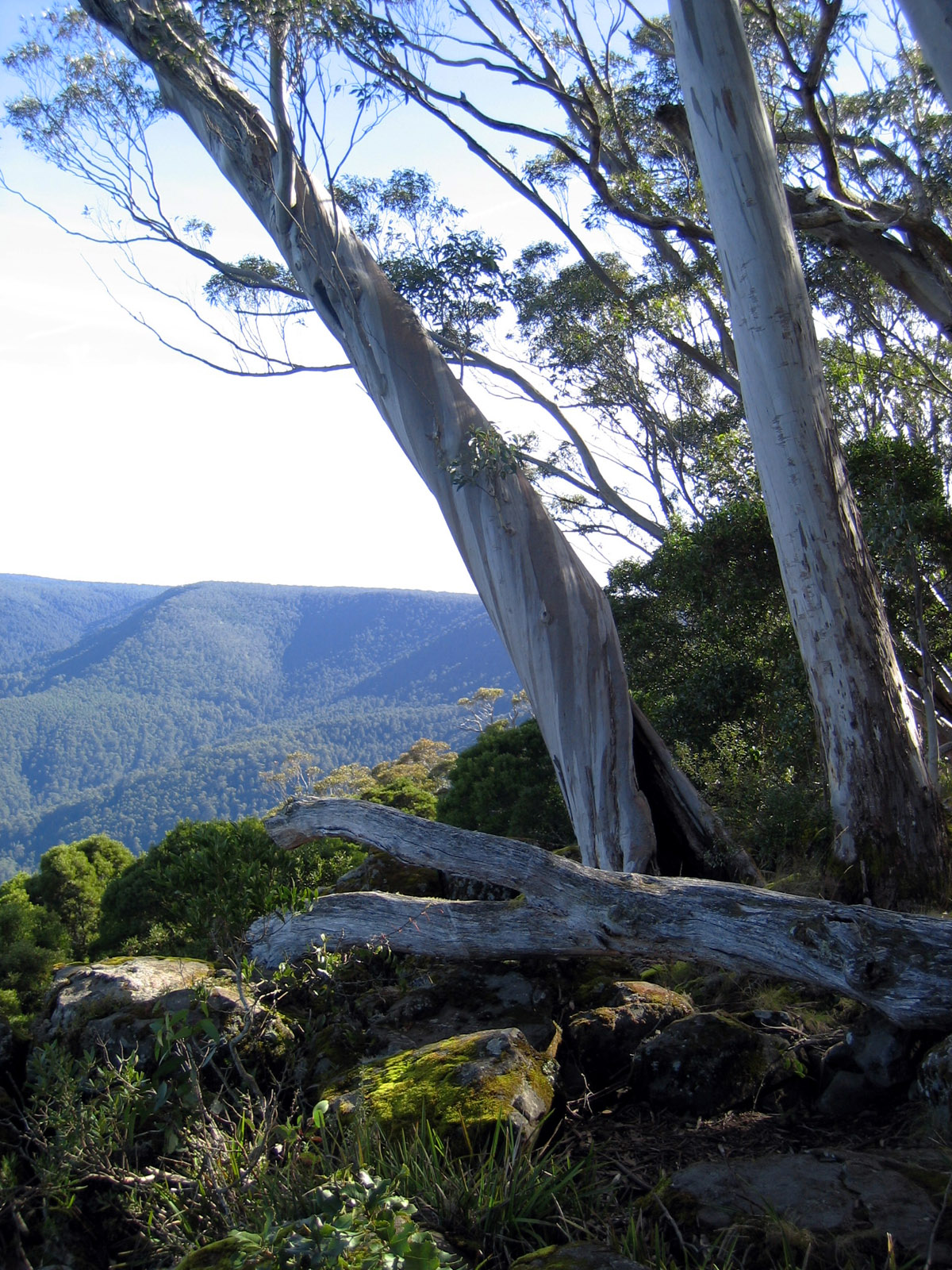
Barrington